# حديقة بحيرة إير الوطنية

موقع حديقة بحيرة إير الوطنية

حديقة بحيرة إير الوطنية (بالإنجليزية:Lake Eyre National Park) تقع حديقة بحيرة إير الوطنية في جنوب أستراليا، على بعد 697 كم شمال أدلايد. وهي تحتوي (الحديقة الوطنية) على بحيرة إير الشمالية وصحراء تيراري.
الحديقة عبارة عن منطقة تحاول الحفاظ وحماية المناظر الطبيعية الصحراوية الجافة.
ويوجد بالقرب من حديقة بحيرة إير الوطنية حديقة وطنية أخرى هي حديقة إليوت برايس كونسيرفاشن ، وقد ثبت أنها أول منطقة قاحلة في جنوب أستراليا سميت نسبة لمكتشفها إليوت برايس، ولا يوجد أي من السيارات أو المركبات تستطيع الوصول إلى الحديقة.